# Jean de Brinon
Jean de Brinon (ca. 1520 – voorjaar 1555) was een Franse mecenas. Zijn vader was een magistraat van het parlement van Rouen. Jean de Brinon werd zelf adviseur van de koning in het Parlement van Parijs.
Hij nam de dichter Étienne Jodelle in bescherming en schreef zelf een liedboek (Chansonnier), dat verloren is gegaan. Pierre de Ronsard maakte De Brinon tot held van zijn Meslanges van 1555, en wijdde zeven gedichten en een gedichtenbundel aan hem. Jean de Brinon wordt aangehaald door Charles Fontaine, Thomas Sébillet, Pierre Belon, Jean Dorat, Jean-Antoine de Baïf en Étienne Pasquier.